# Xantoprotein-reaktion
Xantoprotein-reaktionen er en kemisk reaktion til påvisning af proteinstoffer. Reaktionen viser sig ved, at proteiner ved opvarmning med koncentreret salpetersyre danner gule forbindelser, der ved opløsning i baser giver en orangerød farve.
| Biokemi | Spire Denne biokemiartikel er en spire som bør udbygges. Du er velkommen til at hjælpe Wikipedia ved at udvide den. |